# Лесостепь (памятник природы)
Лесостепь — действующий памятник природы, расположенный в Урус-Мартановском районе Чечни на Чеченской равнине, на юго-западной окраине села Мартан-Чу. Примыкает к Урус-Мартановскому лесничеству. Полоса лесостепи простирается вдоль подошвы Чёрных гор. Среди степной и луговой растительности произрастает лесная груша, кизил, мушмула, боярышник, шелковица, алыча, шиповник и другие растения. По территории протекает небольшой ручеёк.
Имеет статус особо охраняемой природной территории республиканского значения.